# Dollerup
Dollerup ist eine Gemeinde im Kreis Schleswig-Flensburg in Schleswig-Holstein. Sie ist ein staatlich anerkannter Erholungsort.

## Geographie

### Geographische Lage
Das Gemeindegebiet von Dollerup erstreckt sich in der Landschaft Angeln, der nördlichsten Ostsee-Halbinsel (zwischen Schlei und Flensburger Förde) innerhalb Deutschlands.

### Ortsteile
Burott (dänisch Buroj), Ellgaard, Geschlossenheck (dänisch Laasled), Hörreberg (dänisch Hørrebjerg), Krim, Mürpoll (dänisch Myrpold), Nordballig (dänisch Nordballe), Norderfeld (dänisch Nørremark), Streichmühle (dänisch Strygmølle), Terkelstoft, Tiefengruft (dänisch Dybgrav), Rabenholz (dänisch Ravnholt), Unewattmühle (dänisch Undevad Mølle) und Weigab (dänisch Vejgab) liegen im Gemeindegebiet.

### Nachbargemeinden
| Langballig | Westerholz                                  |                 |
|            | Kompassrose, die auf Nachbargemeinden zeigt | Steinbergkirche |
| Grundhof   | Sörup                                       |                 |

## Geschichte
Der Ort wurde 1330 erstmals als Dalderup (Dorf im Tal) erwähnt.
Im Gemeindegebiet sollen früher herzögliche Wolfsjagden stattgefunden haben.
Dollerup gehörte im dänischen Königreich (bis 1864) zum Herzogtum Schleswig und zum Amt Grundhof, welches in der Husbyharde lag. Innerhalb der Harde gehörte es zur Langballig-Dolleruper Trint, welche ziemlich genau mit dem Kirchspiel Grundhof übereinstimmt.
Mit dem Einzug der preußischen Verwaltung (1867) wurde die jahrhundertealte Ordnung anders: Die Husby-, die Munkbrarup- und die Nieharde wurden zur Hardesvogtei Glücksburg zusammengefasst. Im Kirchspiel Grundhof lagen somit elf Gemeinden (Bönstrup, Grundhof, Lutzhöft, Unewatt, Dollerup, Langballig, Nordballig, Westerholz, Dollerupholz, Langballigholz und Terkelstoft) sowie die Gutsbezirke Lundsgaard und Freienwillen. Der Gutsbezirk Unewatt wurde der gleichnamigen Gemeinde zugeschlagen.
Seit 1888 hielt die Flensburger Kreisbahn im Ort. Durch die Bahnhaltestelle kam es zu einem wirtschaftlichen Aufschwung. Die Bahnhofswirtschaft (1898) mit Saal wurde 1972 abgerissen und zu einem Dorfplatz umgestaltet. Vom Bahnhof Streichmühle existieren noch Gebäude. Es wurde die Genossenschaftsmeierei Dollerup (1896–1971) und die Spar- und Darlehnskasse Dollerup (1902–1970) angesiedelt. Es entstand eine Postagentur. Des Weiteren gab es Maschinengenossenschaften wie zum Beispiel eine Dreschgenossenschaft und eine Buschhackergenossenschaft.
Die Gemeinde wurde 1970 zu ihrer heutigen Form zusammengelegt.

## Politik

### Gemeindevertretung
Bei der Kommunalwahl am 14. Mai 2023 wurden insgesamt elf Sitze vergeben. Von diesen erhielt die Kommunale Wählergemeinschaft Dollerup sechs Sitze und die CDU fünf Sitze.

### Wappen

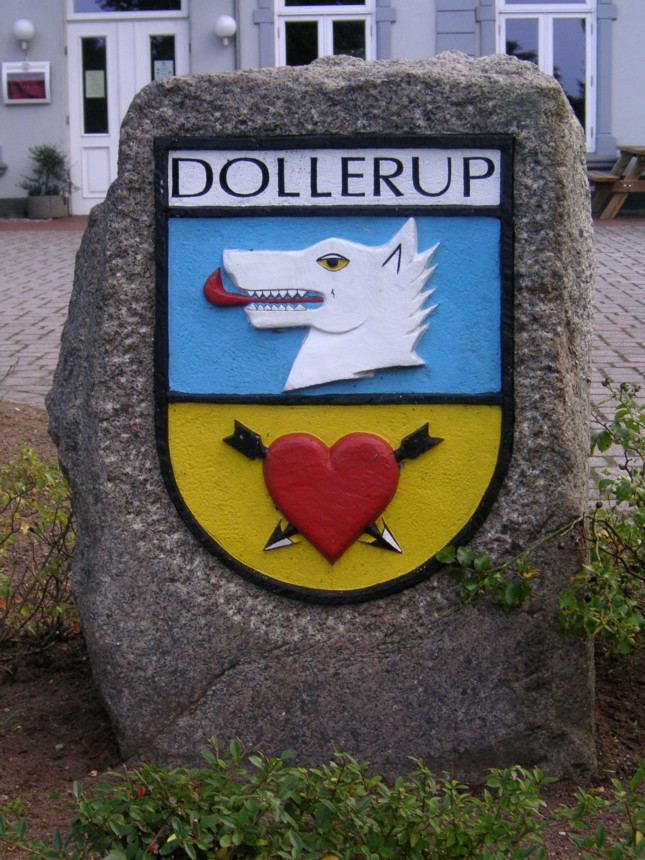
Stein mit Wappen im Ortszentrum

Blasonierung: „Geteilt von Blau und Gold. Oben ein rot gezungter silberner Wolfskopf, unten ein rotes, zwei schräg gekreuzte schwarze Pfeile mit der Spitze nach unten überdeckendes Herz.“
Die beiden Wappenfarben blau und goldgelb erinnern an die Farben des Kreises Schleswig-Flensburg.
Der silberfarbige Wolfskopf symbolisiert Freiheit, Natur und Mut. Er soll an die Historie erinnern, dass im 17. Jahrhundert in den Ortsteilen Terkelstoft, Nordballig und Dollerup Wolfsjagden veranstaltet wurden. Das Herz ist Symbol für Gemeinschaft und erinnert an Dollerups ehemalige Zugehörigkeit zur Husbyharde.

## Wirtschaft
Der südliche Teil der Gemeinde ist vorwiegend landwirtschaftlich geprägt, im nördlichen Teil überwiegt die Wohnnutzung.

## Sehenswürdigkeiten
In der Liste der Kulturdenkmale in Dollerup stehen die in der Denkmalliste des Landes Schleswig-Holstein eingetragenen Kulturdenkmale.

## Persönlichkeiten
- Der Lehrer Ocke Christian Nerong (1852–1909) unterrichtete an der Dolleruper Schule von 1880 bis zu seinem Tode 1909 fast eine Generation von Dollerupern. Als Heimatforscher schrieb er u. a. die erste Chronik des Grundhofer Kirchspiels (1895).
- Der Landschaftsmaler Lutz Theen (1913–2001) lebte gemeinsam mit seiner Frau, der Malerin und Möbelrestauratorin Hedda Theen-Pontoppidan (1912–2013), von 1967 an in Nordballig.
- Der Cartoonist und Comiczeichner Kim Schmidt (* 1965) lebt und zeichnet seit 1999 in Dollerup.
- Der Singer-Songwriter Michael Schulte (* 1990) wuchs in Dollerup auf.